# 節奏國度
〈節奏國度〉（英語：Rhythm Nation）是美國黑人女歌手珍娜·傑克森在1989年10月推出的單曲，這首單曲獲得告示牌單曲榜第2名以及舞曲榜三週冠軍的成績，同時也為珍娜·傑克森拿下一座葛萊美獎（Grammy Awards）。

## 內容

### 歌曲簡介
〈節奏國度〉收錄於珍娜·傑克森第四張錄音室專輯《節奏國度》（英語：Janet Jackson's Rhythm Nation 1814），珍娜·傑克森本人也參與了這首歌曲的詞曲創作，她和製作團隊將這首歌曲打造成工業音樂舞曲。段落分明的重擊節拍，冰冷金屬般的機械音配樂，吶喊抗爭對於社會不公現象，整首歌曲中充滿批判性歌詞，珍娜·傑克森希望藉著這首歌曲，能夠喚醒大家重視對於充斥在整個社會上的不公義，例如青少年犯罪、槍枝氾濫問題以及毒品等等相關社會現象。

### 音樂影片
〈節奏國度〉的音樂影片採黑白畫面拍攝手法，以荒廢陰暗鐵工廠為影片背景，珍娜·傑克森穿著軍裝式大衣及帽子和長靴，帶領著相同服裝的舞群共舞，整齊劃一乾淨俐落的舞蹈動作，將歌曲要表達的概念以畫面呈現出來。

### 商業成績
〈節奏國度〉是從同名專輯《節奏國度》中所推出的第二首單曲，上一首單曲〈想念你〉已拿下告示牌單曲榜四週冠軍，強勢的後勁使的〈節奏國度〉在1989年11月11日一進榜即佔據第49名，經過近兩個月的不斷爬升，這首單曲在1989年12月30日終於來到它的最高名次第2名，盤旋三週後始終受阻於菲爾·柯林斯的〈Another Day In Paradise〉而無緣冠軍寶座。〈節奏國度〉在舞曲榜以及節奏藍調榜都拿下冠軍，單曲銷售量突破50萬張，在1990年告示牌年終單曲榜中名列第38名。〈節奏國度〉在英國單曲榜僅獲得第23名的成績。

### 獎項評價紀錄
〈節奏國度〉成為珍娜·傑克森第二首全美亞軍單曲，第五首冠軍舞曲，第七首節奏藍調冠軍單曲。
〈節奏國度〉獲得1990年MTV音樂錄影帶大獎（VMA）的「最佳編舞」和「最佳舞蹈錄影帶」兩項大獎，也獲得第32屆葛萊美獎的「最佳長篇音樂錄影帶」（Best Music Video - Long Form）獎項，這是珍娜·傑克森生平首座葛萊美獎。

## 軼事

### 对电脑硬盘的影响
2022年8月，微软工程师Raymond Chen发表了一篇文章，他表示，在某些笔记型电脑上或在电脑周围播放《节奏国度》的音乐影片会导致电脑崩溃。这种现象发生的原因是歌曲的音频会与某些2005年前后生产的5400rpm硬盘发生共振，造成电脑崩溃。